# Mihail (piosenkarz)
Mihail Sandu (ur. 15 listopada 1990) – mołdawsko-rumuński piosenkarz i producent muzyczny.

## Życiorys
Urodził się we wsi Doroțcaia. Od siódmego do dziewiątego roku życia uczył się gry na gitarze. 
Karierę muzyczną rozpoczął w Polsce, śpiewając w klubach w Krakowie, do którego przyjechał w ramach studenckiego programu Erasmus+. Studiował na Akademii Sztuk Pięknych im. Jana Matejki w Krakowie. W ramach studiów realizował projekt o nazwie I Had a Dream polegający na fotografowaniu bezdomnych ludzi na ulicach Krakowa, spisywaniu ich historii życiowych oraz bieżącym wsparciu. W sierpniu 2012 uczestniczył w warsztatach International Workout Young European Artists w Dodenburgu, gdzie został uznany najlepszym artystą. W tym samym roku zajął pierwsze miejsce w Międzynarodowym Konkursie Fotografii „Paper Moments” w Brukseli.
Zadebiutował w 2014 singlem „Dans nocturn”. W 2015 wydał singel „Doar visuri”, a także „Ma ucide ea”, który osiągnął komercyjny sukces i przyniósł mu rozpoznawalność w Rumunii. W 2016 wydał singel „Simt ca ne-am indepartat”. Reprezentując Rosję podczas festiwalu Top of the Top Sopot Festival 2018 uzyskał najwięcej głosów publiczności w głosowaniu SMS i otrzymał Bursztynowego Słowika za wykonanie utworu „Who You Are”, który wydał jako singel w 2017. Kompozycja ukazała się także na kilkudziesięciu kompilacjach tematycznych różnych wokalistów. W 2018 wydał singel „Dorul mă ia”, a w 2020 „Din dor”. W 2022 wydał kolejne trzy single: „Chosen One”, „MoonTalks” i „Slow Train”.

## Życie prywatne
Ma siostrę. Interesuje się malarstwem, fotografią oraz projektowaniem graficznym.